# Stazione di Nuoro
La stazione di Nuoro è una stazione ferroviaria al servizio della città di Nuoro, capolinea della ferrovia a scartamento ridotto per Macomer.

## Storia

Vista esterna del fabbricato viaggiatori della stazione negli anni sessanta

La storia delle ferrovie a Nuoro ha inizio negli ultimi anni dell'Ottocento: dopo essere stata tagliata fuori (tra vive proteste delle popolazioni locali) dalla rete ferroviaria delle Ferrovie Reali, la città barbaricina fu raggiunta nel 1889 dalla ferrovia a scartamento ridotto che da lì in poi l'avrebbe collegata con Macomer e con la Dorsale Sarda, oltre che con Chilivani tramite lo snodo di Tirso dal 1893 al 1969. Con l'apertura della Macomer-Nuoro fu inaugurata anche la prima stazione cittadina, costruita nell'area dove poi sorse piazza Italia.

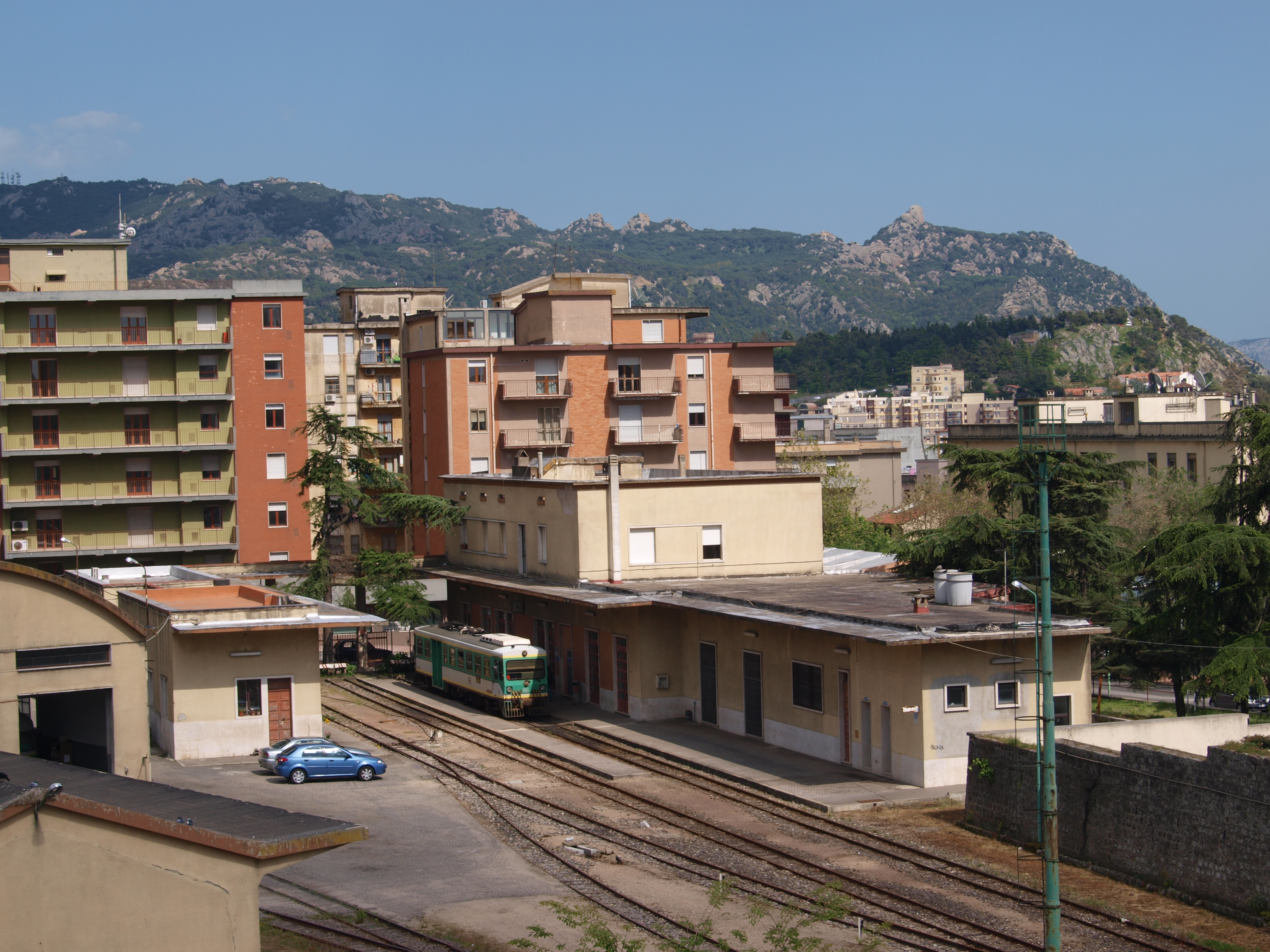
La stazione nel 2009, l'anno antecedente l'avvio dei lavori di ammodernamento nell'impianto

Negli anni cinquanta nell'ambito del piano di ammodernamento della rete ferroviaria a scartamento ridotto della Sardegna varie modifiche furono apportate al tracciato della Macomer-Nuoro, e contestualmente fu deciso l'arretramento della stazione cittadina in via Lamarmora, a poco meno di un chilometro di distanza da quella originaria. Il nuovo impianto, gestito dalle Ferrovie Complementari della Sardegna, fu inaugurato il 12 maggio 1958. Successivamente la gestione della stazione passò alle Ferrovie della Sardegna (frutto della fusione delle FCS con le Strade Ferrate Sarde) nel 1989, ente che nel 2008 ha mutato ragione sociale in ARST Gestione FdS, la quale è stata assorbita dall'ARST nel 2010: da allora la stazione è sotto il controllo diretto di quest'ultima azienda. Sempre all'inizio degli anni importanti lavori sono stati eseguiti nello scalo, con il fine di trasformarlo in un centro intermodale passeggeri: tali lavori per quanto riguarda la parte ferroviaria sono stati ultimati nel 2012.

## Strutture e impianti
La stazione di Nuoro è stata costruita come capolinea orientale della ferrovia Macomer-Nuoro, e dal 2012 comprende al suo interno due binari a scartamento da 950 mm: essi terminano tronchi all'interno del fabbricato viaggiatori e sono utilizzati per le attività connesse al servizio di trasporto pubblico, proprio a tal fine sono dotati di banchine poste ai lati del sedime, unite tra di loro oltre l'asse estremo della linea. Il binario posto più a sud è quello di corsa della linea per Macomer, mentre il secondo è dotato anche di un prolungamento tronco posto oltre la comunicazione con il primo in uscita dalla stazione. Tale prolungamento consente inoltre l'accesso alla piattaforma girevole dell'impianto.

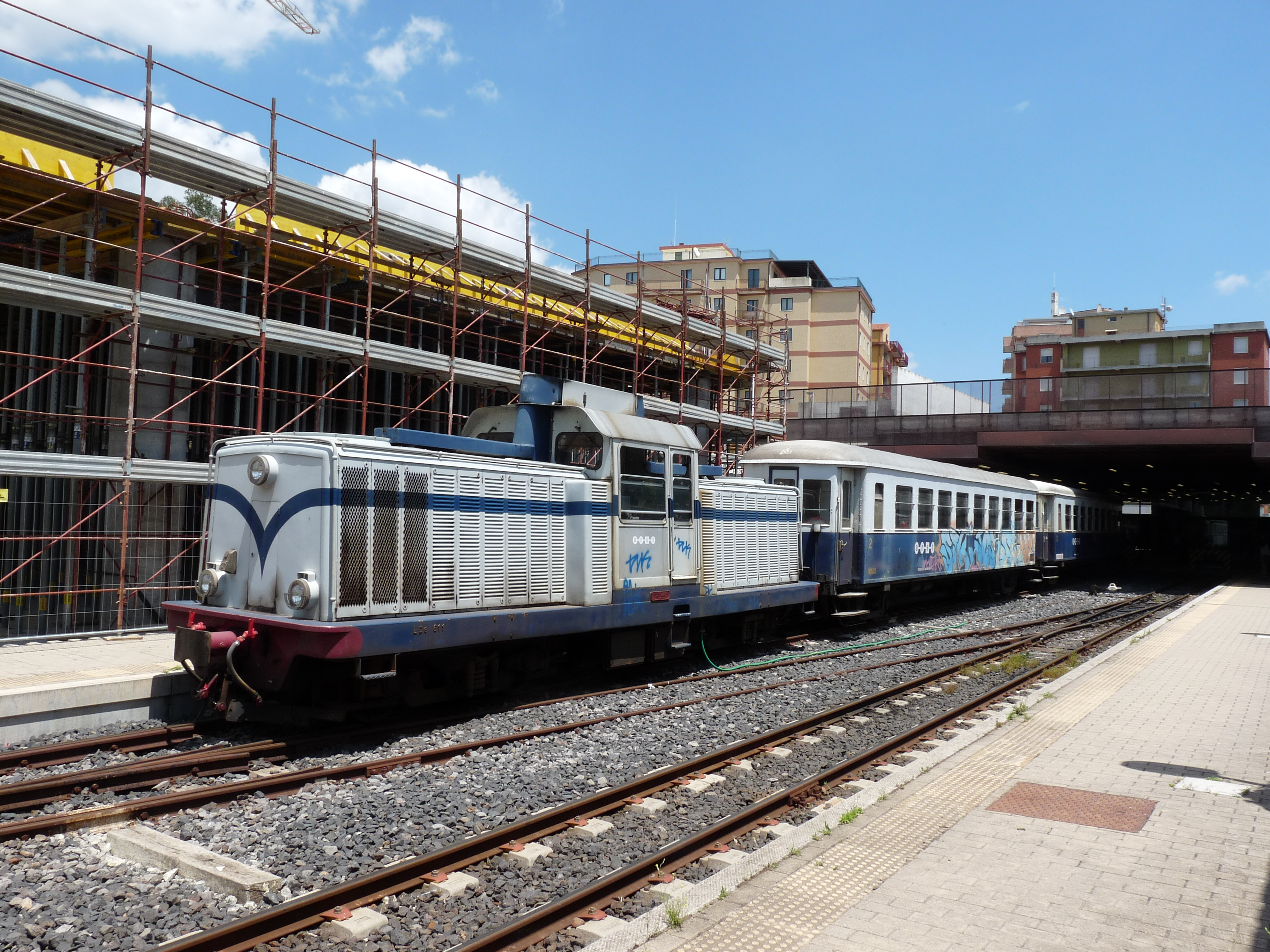
L'area passeggeri della stazione dopo i lavori del 2012

Sino al 2010, anno di inizio dei lavori di trasformazione della stazione in centro intermodale (completati solo per la parte ferroviaria), la dotazione binari dell'impianto era decisamente più ampia, consistente in undici unità: dinanzi al fabbricato viaggiatori erano posti tre binari per il servizio passeggeri; dal primo e dal terzo era inoltre accessibile il fascio rimesse e merci, comprendente tre tronchini che raggiungevano la rimessa locomotive della stazione (poi demolita) e l'ex area merci, comprendente un magazzino con copertura e piano caricatore, anch'essi smantellati negli anni dieci come i binari tronchi che afferivano in questa parte della stazione. Quest'area, che in passato era utilizzata anche per il rimessaggio degli autobus delle ex FdS, è destinata nei progetti ad ospitare un terminal per le autolinee ed un parcheggio per gli autoveicoli privati.
Concluso nel 2023, il centro intermodale non è ancora stato inaugurato per via dei ritardi causati del fallimento dell'impresa che si aggiudicò il secondo lotto dei lavori, per la questione dei costi di gestione da dividere tra ARST e comune di Nuoro e infine per alcuni problemi strutturali dell'ultimo momento ancora da risolvere che costituiscono un rischio per l'incolumità dei viaggiatori.
La gestione del traffico ferroviario avviene in loco da parte del Dirigente Movimento della stazione, la quale è dotata di un fabbricato viaggiatori composto da un edificio a due piani a pianta rettangolare con un corpo aggiunto sul solo piano terra, ampliato negli anni dieci con l'inglobamento del terminal passeggeri, da allora sormontato da una copertura.

## Movimento
La stazione è attiva dal punto di vista ferroviario nei giorni feriali, con collegamenti espletati dall'ARST da e verso Macomer, oltre che coi vari centri che la ferrovia attraversa nel tragitto verso il suo capolinea occidentale.

## Servizi

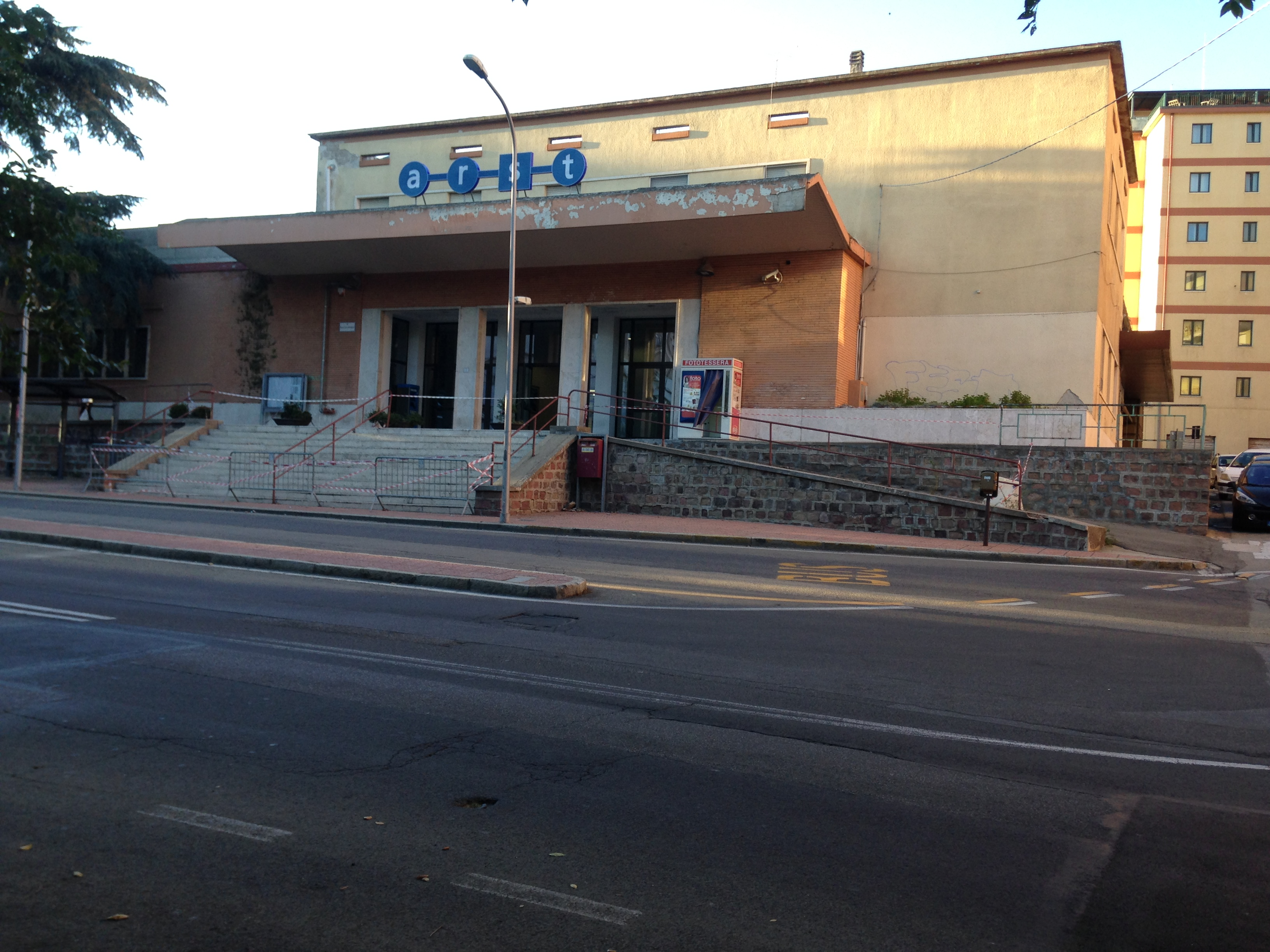
La facciata del fabbricato viaggiatori, al cui interno sono ospitati vari servizi all'utenza

Nel fabbricato viaggiatori sono ospitati una serie di servizi all'utenza, tra cui una sala d'attesa ed una biglietteria a sportello.
- Biglietteria a sportello
- Sala d'attesa
- Servizi igienici
- Bar

## Interscambi
Dinanzi al fabbricato viaggiatori, in via Lamarmora, è presente una fermata servita dagli autobus dell'ARST, che permettono di raggiungere varie località del circondario e i principali centri dell'isola. Inoltre da qui partono le autocorse sostitutive del servizio ferroviario per Macomer nei giorni festivi. Anche la locale azienda trasporti, l'ATP, effettua fermate dinanzi all'impianto, sia in via Lamarmora che in via Ciusa Romagna, collegando la stazione con le altre zone della città.
- Fermata autobus